# 咲-Saki- 阿知賀編 episode of side-A キャラクターソング
『咲-Saki- 阿知賀編 episode of side-A キャラクターソング』（さき あちがへん エピソード オブ サイド エー キャラクターソング）は、2012年6月20日からGloryHeavenより発売されたテレビアニメ『咲-Saki- 阿知賀編』のキャラクターソングを収録したシングルシリーズである。

## リリース一覧

### Vol.1 高鴨穏乃
歌は高鴨穏乃（悠木碧）。
収録曲
1. YES!! READY to PLAY
作詞・作曲・編曲：ZAQ
2. まじかる☆まーじゃん☆わーるど ver.穏乃
作詞・作曲・編曲：ZAQ・木之下慶行
3. YES!! READY to PLAY（Instrumental）
4. まじかる☆まーじゃん☆わーるど ver.穏乃（Instrumental）

### Vol.2 新子憧
歌は新子憧（東山奈央）。
収録曲
1. Live A-Life
作詞・作曲・編曲：ZAQ
2. まじかる☆まーじゃん☆わーるど ver.憧
作詞・作曲・編曲：ZAQ・木之下慶行
3. Live A-Life（Instrumental）
4. まじかる☆まーじゃん☆わーるど ver.憧（Instrumental）

### Vol.3 松実玄
歌は松実玄（花澤香菜）。
収録曲
1. Dragon Magic
作詞・作曲・編曲：ZAQ
2. まじかる☆まーじゃん☆わーるど ver.玄
作詞・作曲・編曲：ZAQ・木之下慶行
3. Dragon Magic（Instrumental）
4. まじかる☆まーじゃん☆わーるど ver.玄（Instrumental）

### Vol.4 松実宥
歌は松実宥（MAKO）。
収録曲
1. 麻雀あったかぽっぷ
作詞・作曲・編曲：ZAQ
2. まじかる☆まーじゃん☆わーるど ver.宥
作詞・作曲・編曲：ZAQ・木之下慶行
3. 麻雀あったかぽっぷ（Instrumental）
4. まじかる☆まーじゃん☆わーるど ver.宥（Instrumental）

### Vol.5 鷺森灼
歌は鷺森灼（内山夕実）。
収録曲
1. Next Legend
作詞・作曲・編曲：ZAQ
2. まじかる☆まーじゃん☆わーるど ver.灼
作詞・作曲・編曲：ZAQ・木之下慶行
3. Next Legend（Instrumental）
4. まじかる☆まーじゃん☆わーるど ver.灼（Instrumental）

### Vol.6 園城寺怜
歌は園城寺怜（小倉唯）。
収録曲
1. One Vision
作詞・作曲・編曲：ZAQ
2. 東南西北☆うちだおれ☆わーるど ver.怜
作詞・作曲・編曲：ZAQ
3. One Vision（Instrumental）
4. 東南西北☆うちだおれ☆わーるど ver.怜（Instrumental）

### Vol.7 清水谷竜華
歌は清水谷竜華（石原夏織）。
収録曲
1. Little Pray
作詞・作曲・編曲：ZAQ
2. 東南西北☆うちだおれ☆わーるど ver.竜華
作詞・作曲・編曲：ZAQ
3. Little Pray（Instrumental）
4. 東南西北☆うちだおれ☆わーるど ver.竜華（Instrumental）